# 感染病學
感染病學（infectious diseases）是對於複雜的傳染性疾病做診斷和治療的醫學專科。感染病專科醫生的執業包括對醫療照顧相關感染或社區相關感染做管理，並且長久以來與旅遊醫學和熱帶醫學有關聯。

## 職務範圍
感染病專科醫生通常會在發生複雜性疾病的時候，擔任其他醫生的顧問，並經常對愛滋病和其他形式的免疫缺陷患者提供醫療照顧。許多常見的感染是由未受過傳染性疾病專業訓練的醫生提供治療，但對於難以診斷或處理的傳染性疾病病例，就可向這類專科醫生諮詢。對於原因不明的發燒，通常也會需要這類專科醫生的協助。
感染病專科醫生可在醫院（針對住院病人）和診所（針對門診病人）內執業。在醫院中，這類專家可透過建議做適當的診斷和測試來確定病原體，並建議採取適當的管理措施（例如開立抗生素以治療細菌感染），以確定對於急性感染能夠及時診斷以及治療。對於某些類型的感染，有感染病專科醫生的參與，可能會對患者的治療結果有幫助。，傳染疾病專科醫生在診所服務，可對諸如愛滋病的慢性感染患者提供長期的醫療照顧。

## 歷史
感染病學在史上與旅遊醫學和熱帶醫學有關，因為在熱帶和亞熱帶地區罹患的許多疾病，本質上都具有傳染性。

## 檢驗
這類專科醫生採用各種診斷測試方法來識別引起感染的病原體。常見的方式包括革蘭氏染色、血液培養、血清測試、基因型分型、和聚合酶連鎖反應。

## 治療
感染病專科醫生使用各式抗菌劑來治療。使用的抗菌劑種類取決於引起感染的病原體。抗生素用於治療細菌性感染。抗病毒藥物用於治療病毒感染；而抗真菌藥則用於治療真菌感染。

## 訓練養成

### 美國
傳染性疾病醫學是屬於內科學和小兒科之下的一個子專業，即內科醫生至少要再獲得兩年的研究醫師資歷，小兒科醫生至少要獲得三年的研究醫師資歷，才能參加美國內科醫學會或是美國兒科委員會的認證考試，通過後就成為正式的傳染疾病專科醫生。這種內科醫生的子專業考試始於1972年，而小兒科醫生的子專業考試則始於1994年。

## 外部連結
- IDSA - Infectious Diseases Society of America （页面存档备份，存于）

Template:感染病